# ペリクレス・パンタジス
ペリクレス・パンダジス（Périclès Pantazis、ギリシア語: Περικλής Πανταζής、1849年3月15日 - 1884年1月25日）は、ギリシャ生まれの画家である。フランスやベルギーなどで活動した。「アカデミック美術」のスタイルから脱却した最初のギリシャ画家として評価されている。

## 略歴
アテネで生まれた。1864年から1871年の間、アテネの美術学校でニキフォロス・リトラス(1832-1904)に絵画を学んだ。その後1年間、ミュンヘン美術院で修行した後、パリに移り、ギュスターヴ・クールベやアントワーヌ・シャントルイユに学んだ。パリでウジェーヌ・ブーダンやヨハン・ヨンキントといった印象派の先駆者とされる画家やエドゥアール・マネ、エドガー・ドガ、カミーユ・ピサロといった印象派の画家たちの作品を学んだ。 26歳になったころ(1875年)、裕福なギリシャ出身のワイン商人Jean Économouに招かれて、ブリュッセルに移り、そこで活動することになった。「Circle de la pâte」というアカデミズムに対抗する美術家グループで活動し、画家のギヨーム・ヴォーゲルスらや当時のベルギーの前衛的な画家たちと交流した。ベルギーの各都市の展覧会に出展し、1878年にはブリュッセルで個展を開き、その年のパリ万国博覧会にギリシャ代表団として参加した。1883年にベルギーの官立サロンの運営に反対するグループによって設立された「20人展」のメンバーの一人となった。
1884年1月に長年苦しんだ結核のためにブリュッセルで34歳で亡くなった。
19世紀のギリシャの美術において支配的であった「ギリシャ・ミュンヘン派」と呼ばれる「アカデミック美術」のスタイルから脱却した最初のギリシャ人画家として評価されている。

## 作品

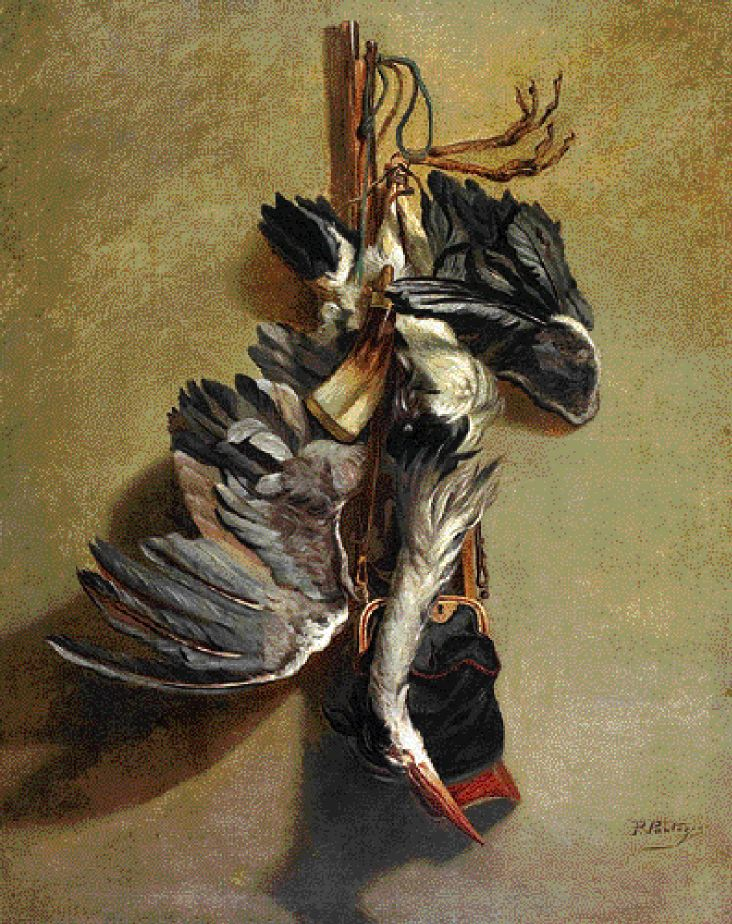
猟の獲物の静物画
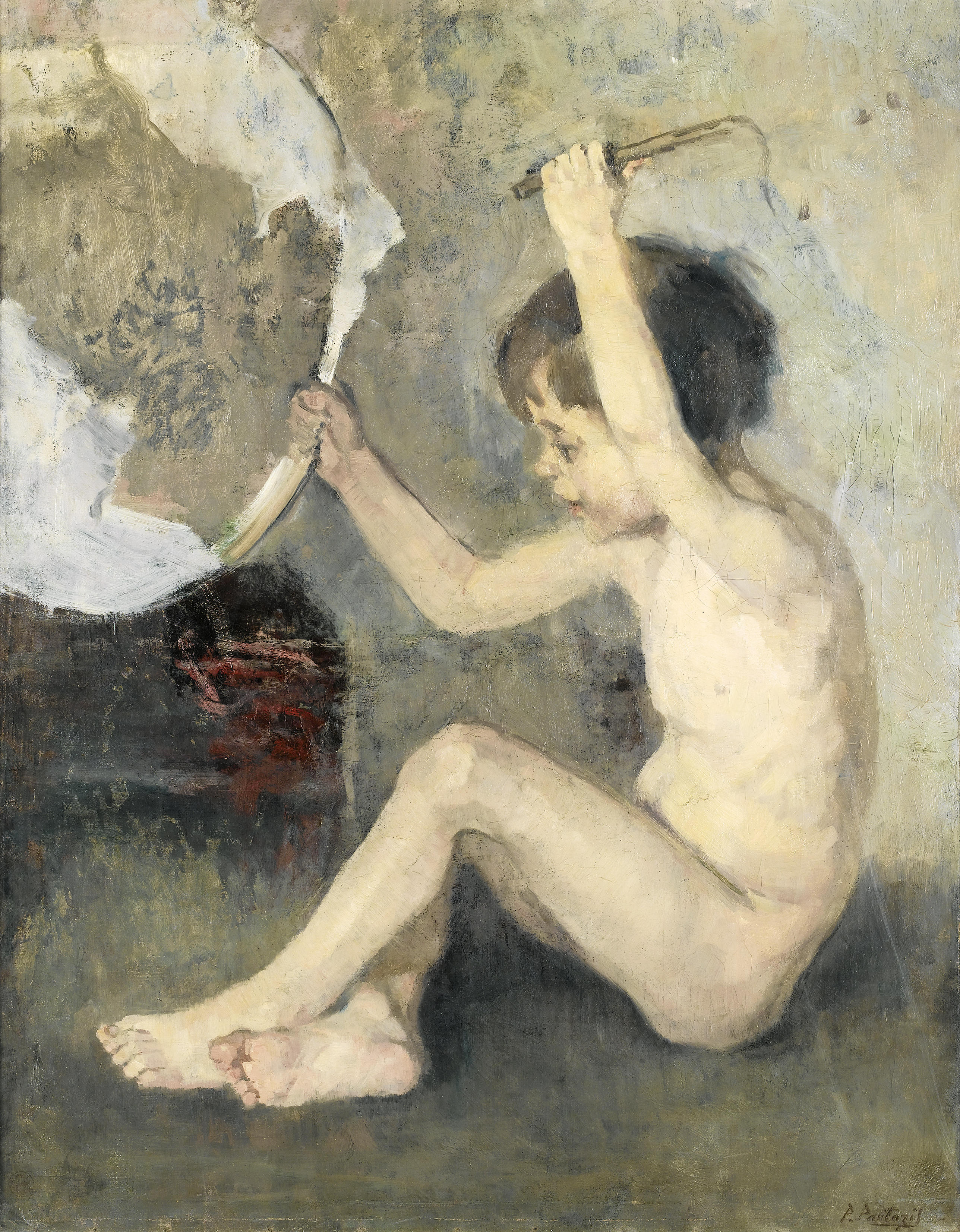
輪を持って遊ぶ子供
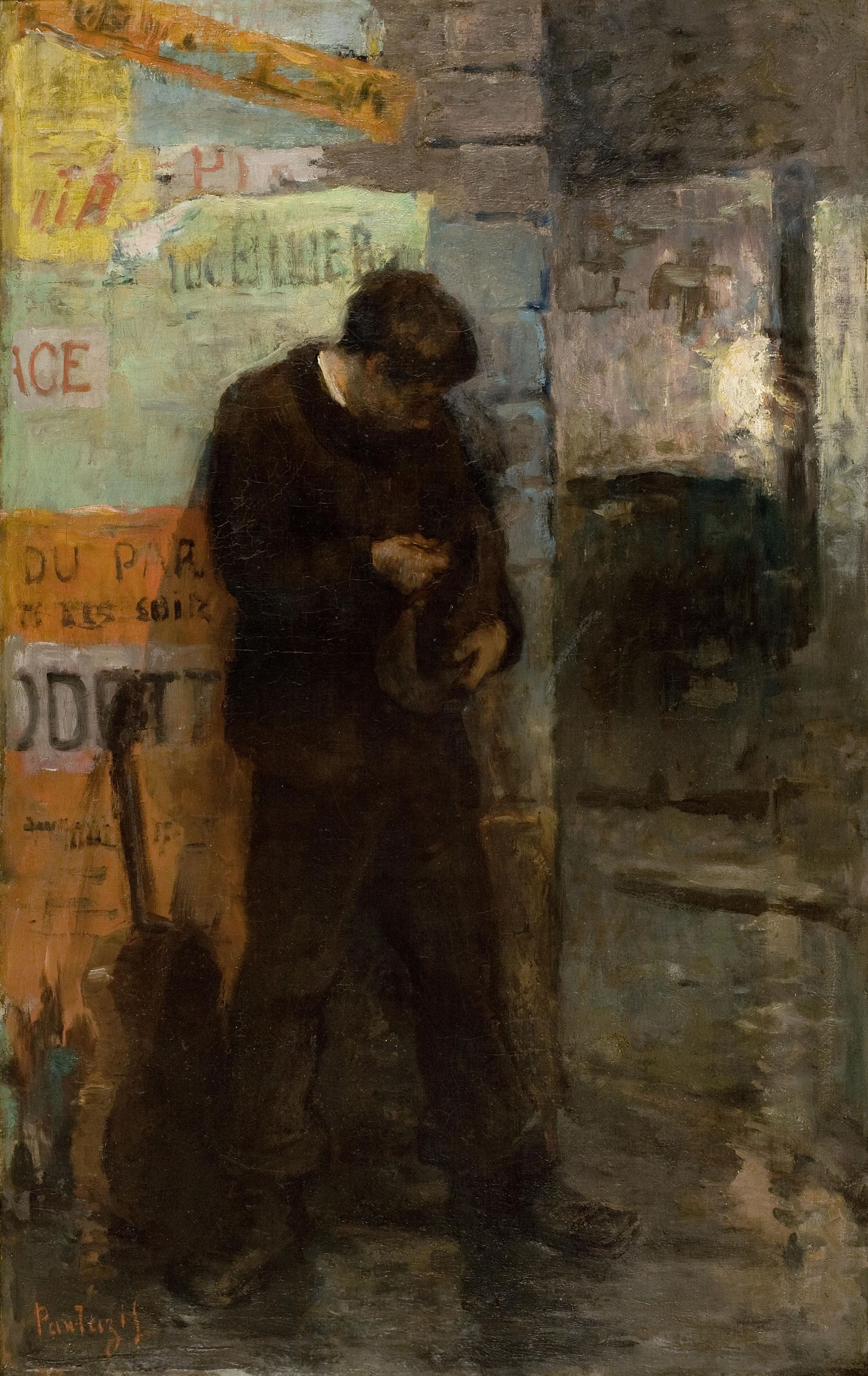
"Mauvaise Recette"、個人蔵
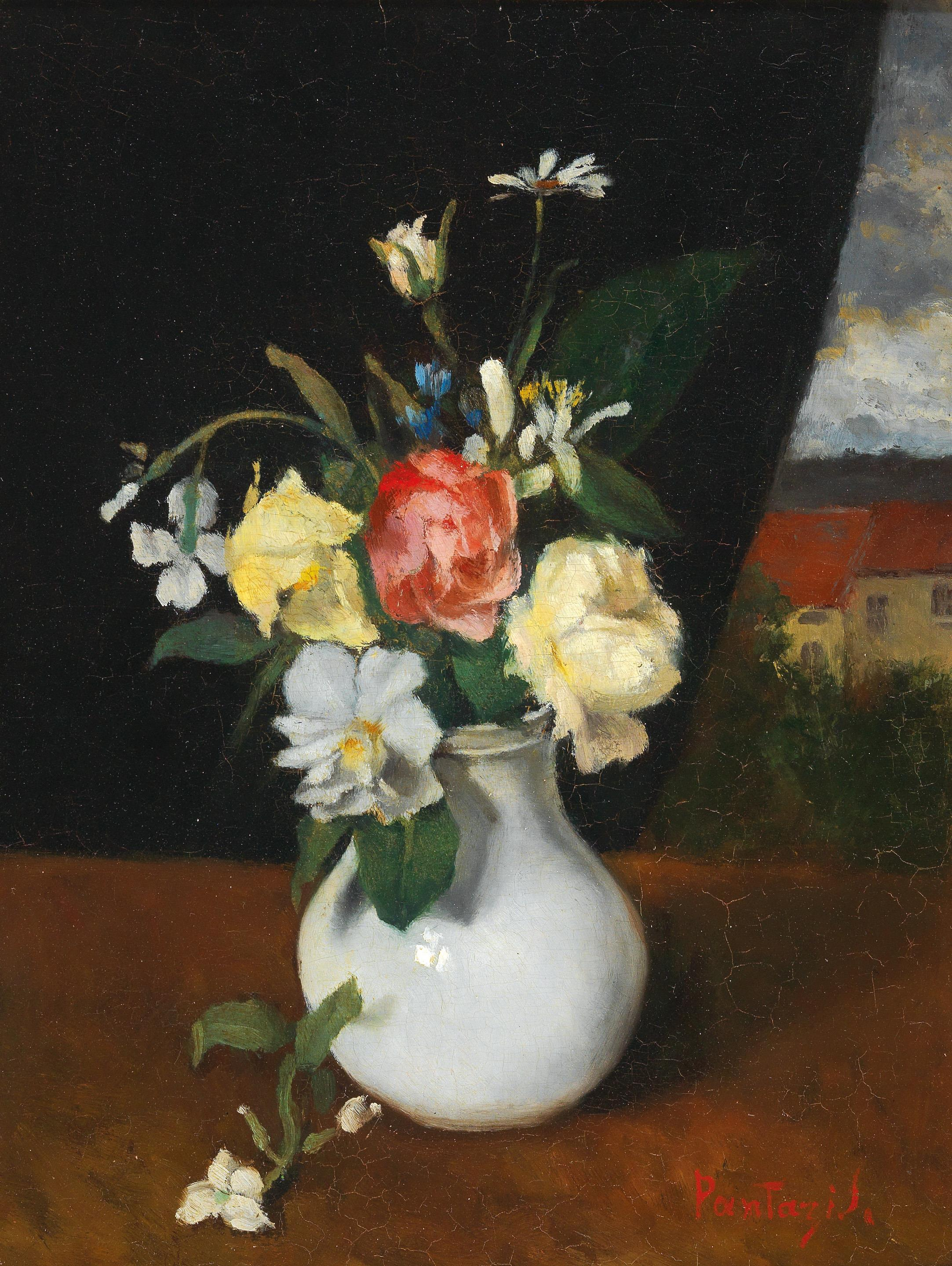
小さな花束

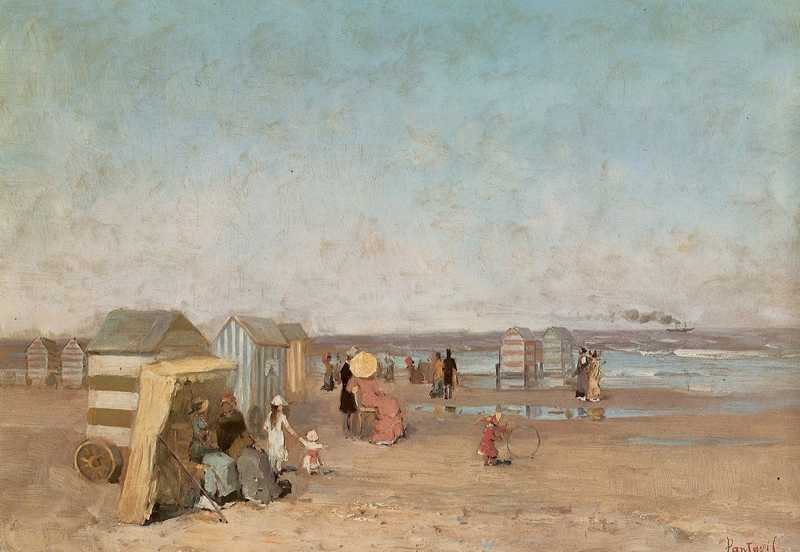
海岸で
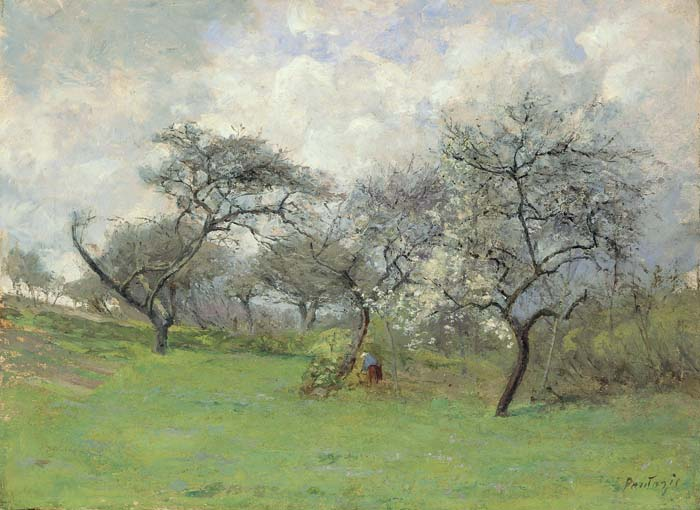
4月
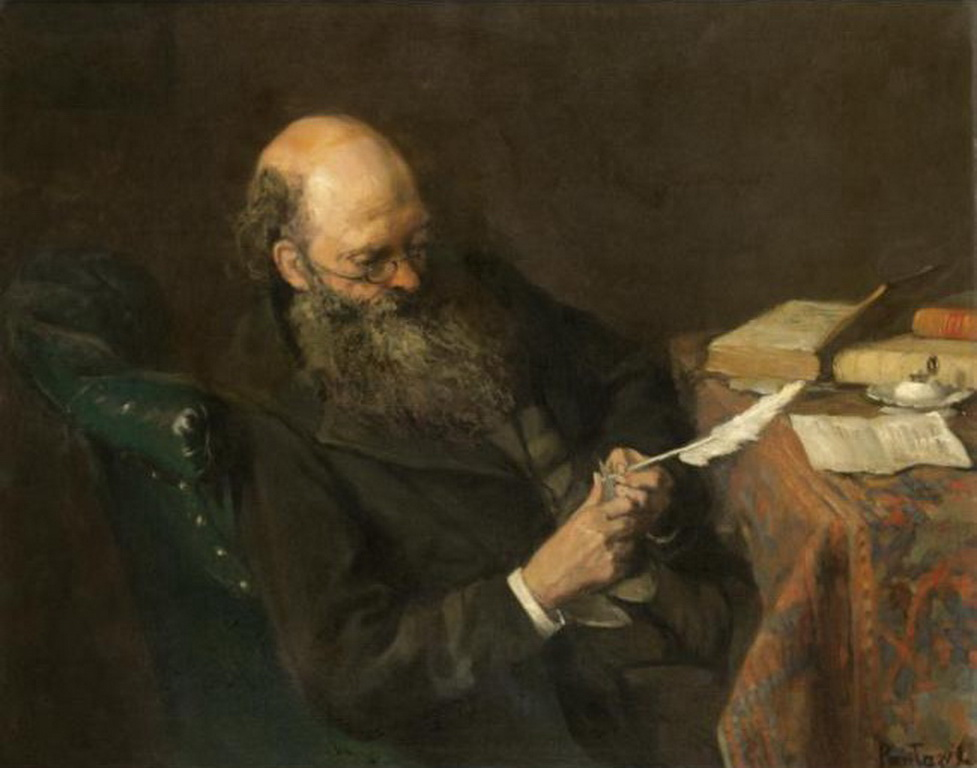
「作家」